# 戸隠神社
戸隠神社（とがくしじんじゃ）は、長野県長野市北西部の戸隠山周辺に、以下に記す五社を配する神社。旧社格は国幣小社。

## 歴史

### 創建
一説には現在の奥社の創建が孝元天皇5年（紀元前210年）とも言われるが、九頭龍社の創建はこの奥社よりもさらに古いとされている。伝承では、この地の地主神である九頭龍大神が、天手力雄命を迎え入れたといわれている。
縁起によれば、飯縄山に登った「学問」という僧が発見した奥社の地で最初に修験を始めたのが嘉祥2年（849年）とされている。
また『日本書紀』の天武紀には684年三野王（美努王）を信濃（現在の長野県）に派遣して地図を作らせ、翌685年に朝臣3人を派遣して仮の宮を造らせ、691年に持統天皇が使者を遣わし、信濃の国の須波、水内などの神を祭らせたとされていて、この水内の神が戸隠神社とする説もある。
当神社の御神体である戸隠山の名称は、天照大神が籠っていた天の岩戸を天手力雄命が力まかせに投げ飛ばしたとき、その一部が飛んできて山になったという伝説から生じている。

### 平安時代から室町時代
平安時代後期以降は、天台密教や真言密教と神道とが習合した神仏混淆の戸隠山勧修院顕光寺として全国にその名を知られ、修験道場戸隠十三谷三千坊として比叡山（延暦寺）、高野山（金剛峯寺）と共に「三千坊三山」と呼ばれるほど多くの修験者や参詣者を集めた。
平安末期には、霊場としての戸隠は京の都でもよく知られていたらしく、『梁塵秘抄』には「四方の霊験所は、伊豆の走湯、信濃の戸隠、駿河の富士山、伯耆の大山…」とうたわれるまでになっていた。
当山（延暦寺山門派）の別当職であった栗田氏が鎌倉時代以後は山麓の善光寺（園城寺寺門派）別当をも世襲したこともあって両寺は関連を強め、参詣者は一度に両方を共に参詣することが多かった。 顕光寺は、『吾妻鏡』文治2年条に延暦寺の荘園末寺として登場する。また顕光寺は善光寺（水内）、八幡神宮寺（更級）、津金寺（佐久）、光前寺（伊那）と共に信濃国の天台五山と数えられた。
室町時代には戸隠神社で天台・真言両宗の法論闘争が発生、応仁2年（1468年）天台派の宣澄法師が真言派に暗殺された。後世に至って宣澄の供養のため、宝永5年（1708年）に宣澄社が建立され、村人によって毎年8月16日の中社の例祭に「宣澄踊り」が奉納されるようになった。

### 戦国時代
戦国時代に北信濃地域は信濃侵攻を行う甲斐国の武田晴信（信玄）と北信豪族の後ろ盾となった越後国の上杉謙信との争乱（川中島の戦いなど）に巻き込まれた。これによって戸隠神社と善光寺の別当である栗田氏が分裂するなどして両軍によって絶えず危機に晒された。このため、衆徒らが約30年間にわたり水内郡小川の筏が峰（現在の長野県上水内郡小川村）に大日方氏の庇護を受けて移り住むなど苦境の時期であった。
川中島の戦い当時は、多くの修験者と信仰者集団を抱えていた戸隠神社や飯縄神社（飯綱神社）は武田、上杉両軍の双方にとってぜひ味方につけたい存在であり、修験者は広く各地の情報に通じ多くの人々を牽引し戦況を占い、何より薬草の知識は従軍医師としての期待が大きかった。このため善光寺や、戸隠、飯綱を味方にするか敵に回すかは極めて重要であったため、これらを巡って戦火に巻き込まれ熾烈な戦闘が繰り返されている。

### 江戸時代
江戸時代に入り徳川家康から朱印高千石を与えられて「戸隠山領」が成立。同時に東叡山寛永寺の末寺となり、次第に農業や水の神としての性格が強まり、山中は次第に修験道場から門前町へと変貌していった。

### 明治以降
明治時代に入ると明治政府によって神仏分離令や修験宗廃止令が次々と出され、その結果、廃仏毀釈運動が起きたため、戸隠山顕光寺は寺を分離して神社となり、宗僧は還俗して神官となった。
なお当時戸隠の寺院に奉られていた仏像などは、戸隠近隣の村の寺院などに現在も伝わり祀られている。
2020年11月、老朽化によって建て替えられた戸隠神社中社の大鳥居が竣工。柱と島木をつなぐ「ほぞ」には新型コロナウイルス終息を願い「疫病鎮静」と記された。

## 構成各社と祭神

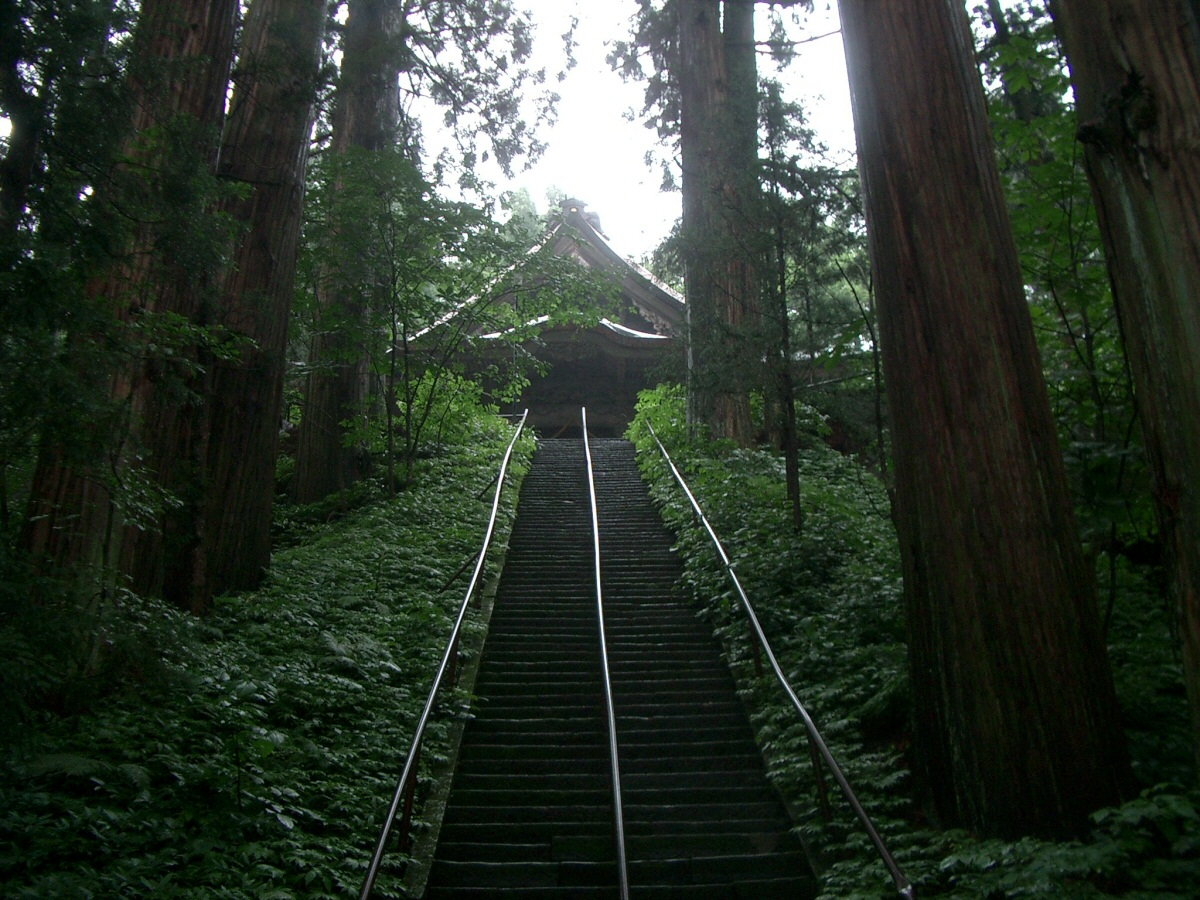
宝光社

各社の主祭神は、地主神である九頭龍大神（くずりゅうのおおかみ）以外は「天照大神（あまてらすおおみかみ）が、弟である素戔嗚尊（すさのおのみこと）の度重なる非行を嘆いて天岩戸（あまのいわと）に隠れたため、この世に暗黒と悪神がはびこった」とされる神話にまつわる神であるが、それぞれがいつ頃から現在の祭神を祀るようになったかは必ずしも明らかでない。しかし他の多くの神仏習合の神社とは異なり、祭神は江戸時代以前から変わっていない。
- 宝光社（ほうこうしゃ）：現在地への鎮座は康平元年(1058年)、天暦3年（949年）に阿智祝部一族の徳武氏[3]が奥社の相殿として創建されたものである。祭神は天表春命（あめのうわはるのみこと）で、中社の祭神である天八意思兼命の子。学問や技芸、裁縫、安産や婦女子の神とされる。麓から登ってきて最初にあり、うっそうとした杉木立の階段を上って参拝する。旧宝光院。

- 火之御子社（ひのみこしゃ、日之御子社とも書く）：創建は承徳2年（1098年）。祭神は天鈿女命（あめのうずめのみこと）。他に高皇産霊命（たかみむすびのみこと）、その娘である栲幡千々姫命（たくはたちぢひめのみこと）、栲幡千々姫命の夫である天忍穂耳命（あめのおしほみみのみこと）を祀る。天鈿女命は天照大神が隠れた天岩戸の前で面白おかしく踊って天照大神を誘い出すきっかけをつくったとされる女神。舞楽や芸能、また火防の神とされ、宝光社の上1.5kmほどの場所にある。なお、他の4社が神仏混淆であった時代も当社だけは一貫して神社であって、かつての顕光寺とは関係がない。

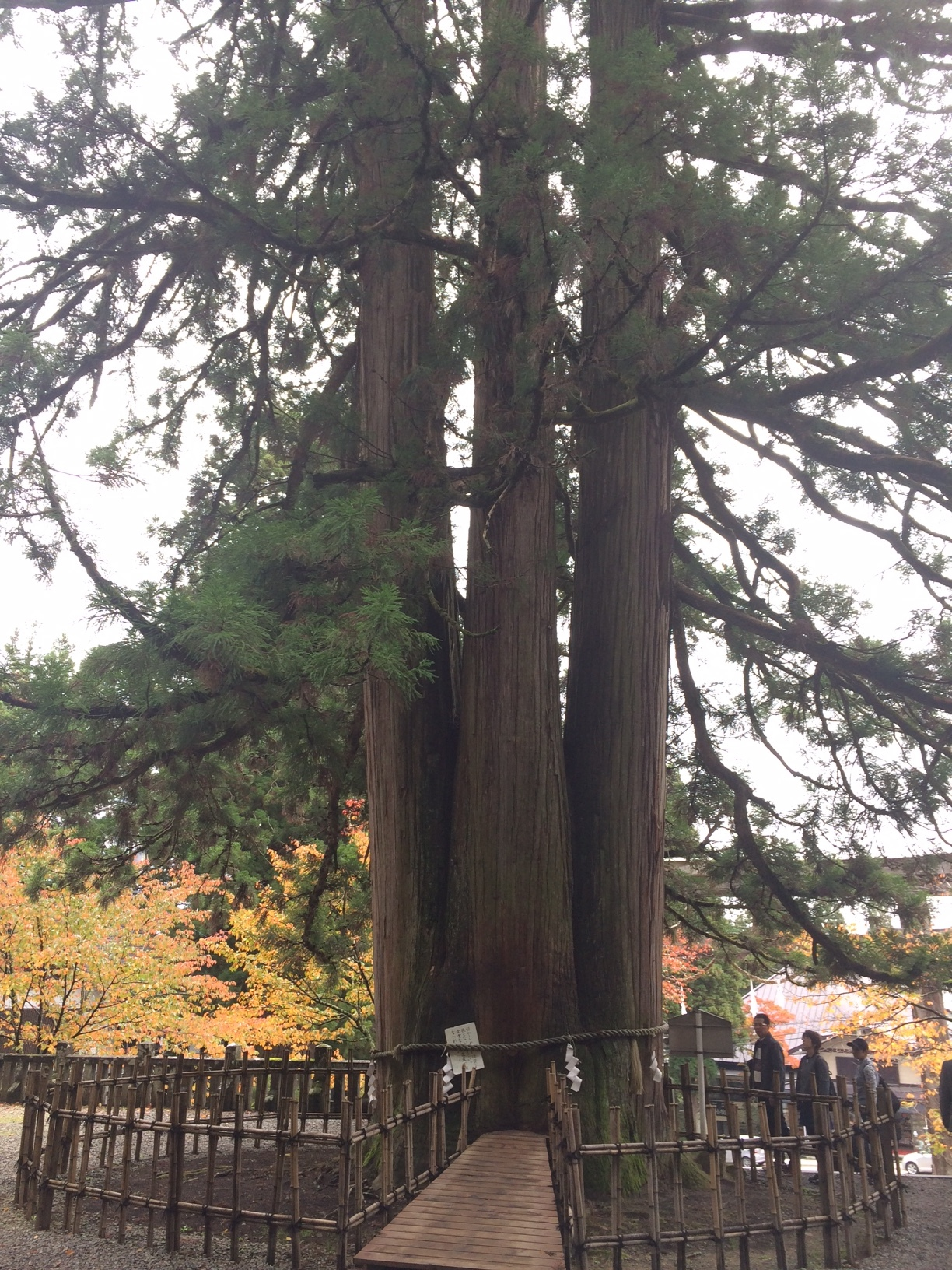
中社前の三本杉（天然記念物）

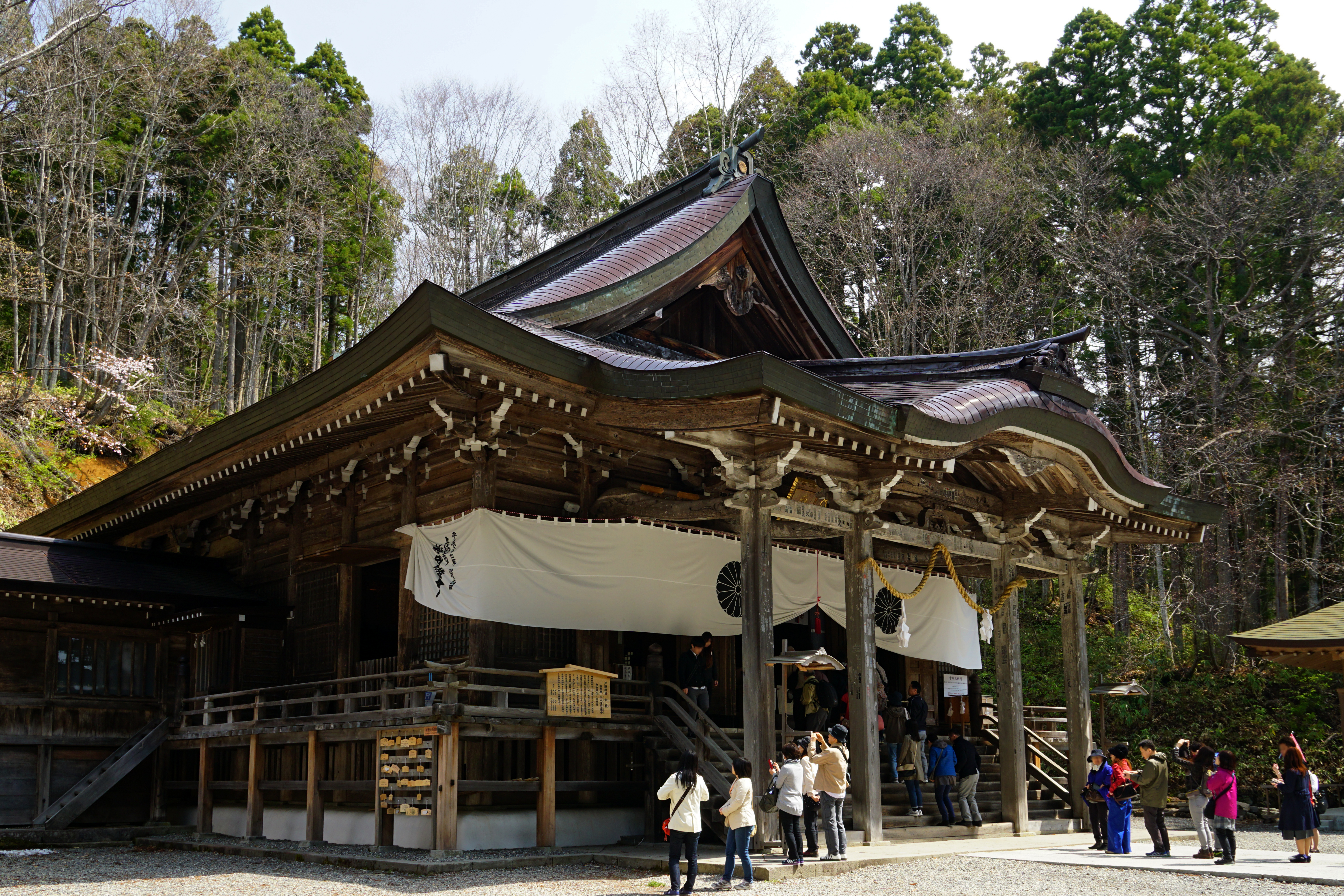
中社 拝殿

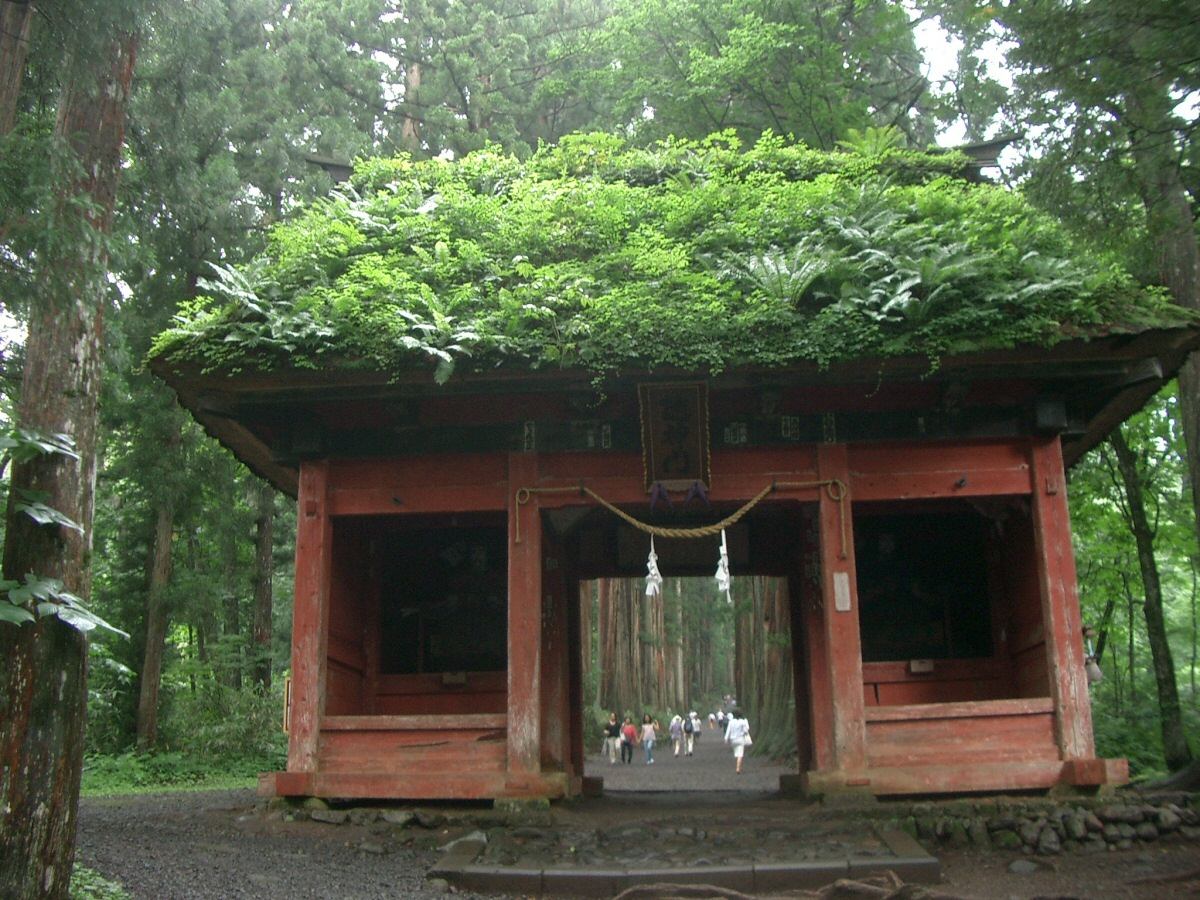
随神門（補修・葺き替え前）、奥社および九頭龍社参道の途中にある

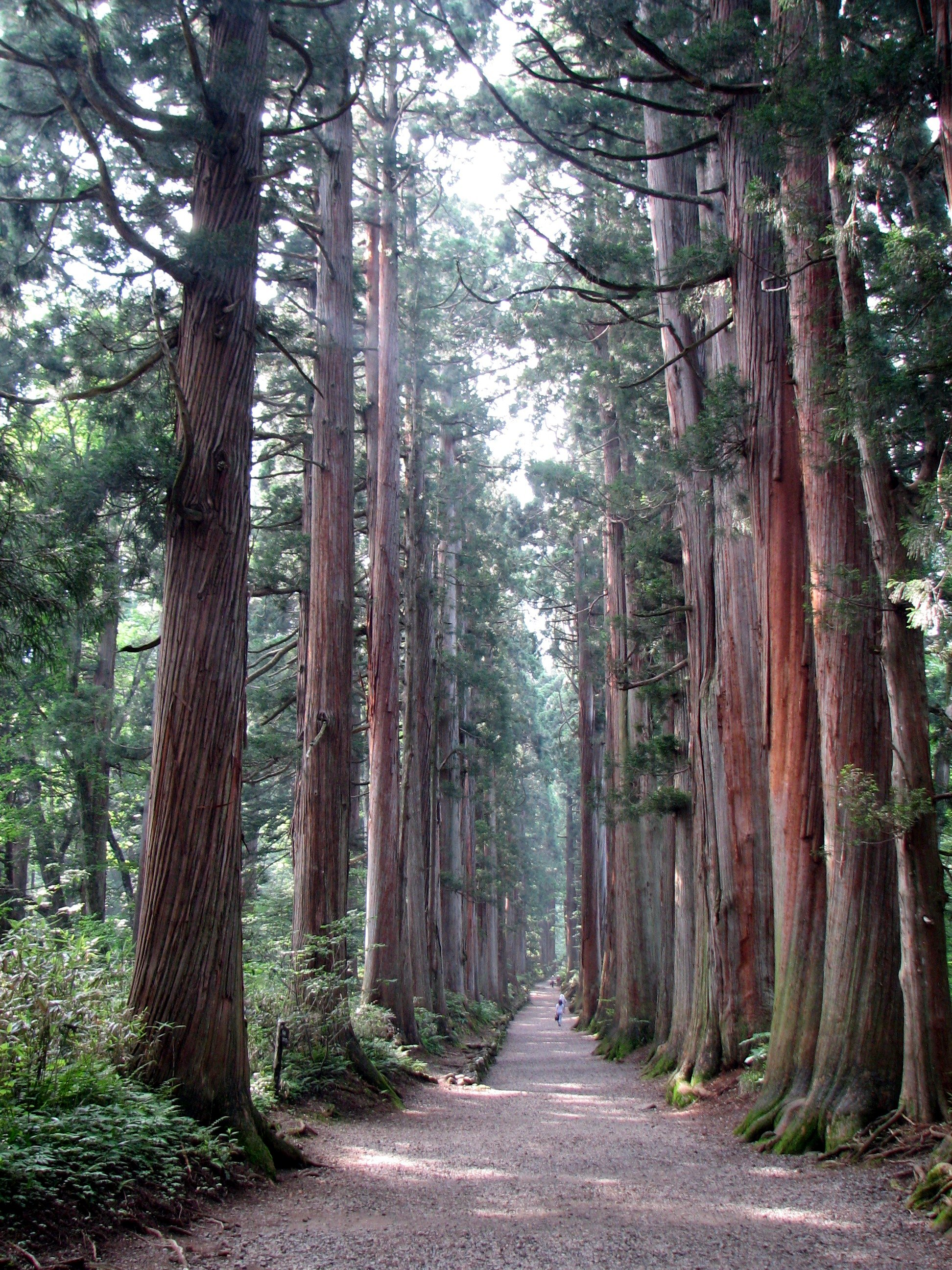
奥社および九頭龍社参道の杉並木

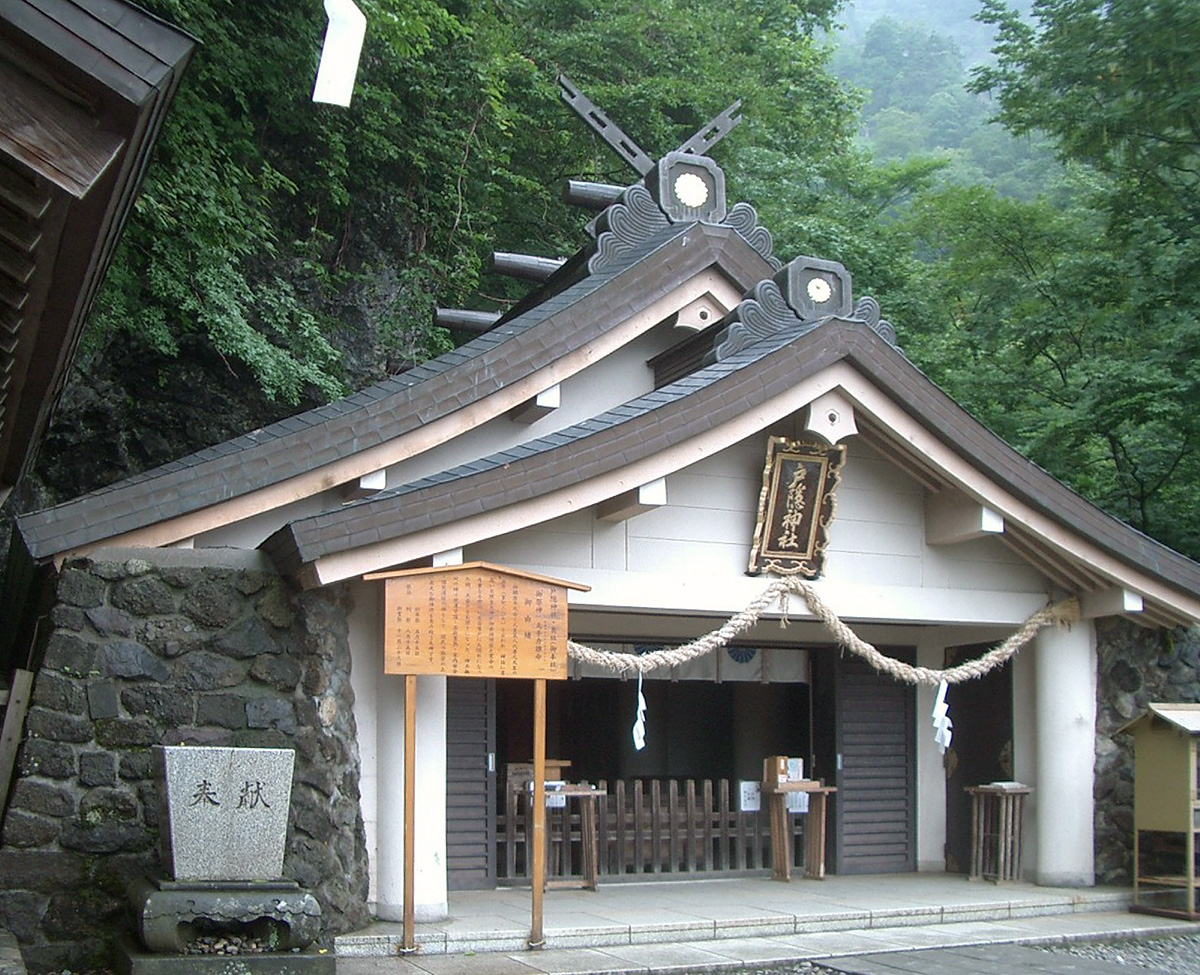
奥社本殿、背後は戸隠山の絶壁

- 中社（ちゅうしゃ）：「戸隠山顕光寺流記」によると、寛治元年（1087年）に当時の別当が、「当山は三院たるべし」という夢告を受け、奥院（現在の奥社）と宝光院（現在の宝光社）の中間に位置するこの地に中院（現在の中社）を創建したと記されている。現在の祭神は天八意思兼命（あめのやごころおもいかねのみこと）で、天照大神が天岩戸に隠れたとき岩戸神楽（太々神楽）を創案し、岩戸を開くきっかけを作ったとされる神。知恵の神ともされる。境内周辺には樹齢約900年の三本杉があり天然記念物に指定されている。火之御子社の上1.5kmほど。旧中院。

- 九頭龍社（くずりゅうしゃ）：祭神は九頭龍大神。奥社のすぐ下にあり境内社のようになっているが創建は奥社より古くその時期は明らかでない。地主神として崇められている。戸隠山には「戸隠三十三窟」といわれる洞窟が点在し、その「龍窟」にあたる。本殿から本殿右手上の磐座の上まで廊下が続いており、そこが「龍窟」となる。古くは雨乞い、縁結びの他、虫歯・歯痛にご利益があると言われていた。氏子の人によると戸隠の九頭龍大神は梨が好物だそうである。

- 奥社（おくしゃ）：祭神は天手力雄命（あめのたぢからおのみこと）で、天照大神が隠れた天岩戸をこじ開けた大力の神。神話では天手力雄命が投げ飛ばした天岩戸が現在の戸隠山であるとされる。中社から車で2.5kmほど車道を登った後、まっすぐ続く約2kmの参道（車両進入禁止）を登りきった場所にある。途中に赤い「随神門（山門、顕光寺の時代は仁王門であった）」があり、その奥は17世紀に植えられたとされる杉並木になっている。神仏分離以前は随神門より奥の参道左右に子坊が立ち並んでいた。旧奥院。廃仏毀釈までは聖観音菩薩（現在は長野県千曲市の長泉寺本尊、仁王尊像は長野市の寛慶寺）を祀っていた。戸隠三十三窟「本窟」「宝窟」と言われる中心となる窟が奥社本殿内部にあるが、非公開なので内部に何があるのかは秘密とされている。

- 現在の奥社、中社、宝光社の3院は天台系であり、これと激しく抗争して約500年前に滅亡したとされる西光寺など真言系の寺院が存在していた事も知られている。

## 文化財
重要文化財
- 法華経残欠4巻（戸隠切） 藤原定信筆
- 牙笏（げしゃく）

国内に現存する5枚の象牙製の笏の内の1つ。象牙製の笏は天皇クラスの持ち物とされる。アフリカ大陸南部のラプタから海のシルクロードで唐を経て加工され、伝えられたものと考えられている。
長野県指定天然記念物
- 奥社社叢

## 戸隠道
戸隠神社（かつては戸隠山顕光寺）に向かう道を総称して戸隠道（とがくしみち）という。戸隠山への道として修験者によって開かれ、やがて一般大衆の参詣道さらに流通路として整備された。

## 交通アクセス
- 長野駅からアルピコ交通バス（通称・川中島バス）で約50～70分
- 上信越自動車道 長野ICから車で約1時間
- 上信越自動車道 信濃町ICから車で約30分

## 周辺
戸隠神社の門前町・宿坊群は国の重要伝統的建造物群保存地区に選定されている。
- 戸隠森林植物園（奥社隣接）
- 戸隠民俗館（奥社大鳥居前）
- 戸隠忍法資料館（奥社大鳥居前）
- 忍者カラクリ屋敷（奥社大鳥居前）
- 北野美術館戸隠館
- 戸隠そば博物館とんくるりん
- 小鳥ヶ池
- 鏡池
- 戸隠キャンプ場
- 戸隠牧場
- 戸隠スキー場